# Abrocoma bennettii
Il ratto cincillà di Bennett (Abrocoma bennetti Waterhouse, 1837) è una specie di roditore appartenente alla famiglia Abrocomidae e che vive in Cile.

## Descrizione
Il ratto cincillà di Bennett è la specie più grande del genere Abrocoma, con una lunghezza complessiva di 206 mm. La pelliccia è di colore grigio fuliggine, folta e liscia, mentre le orecchie sono arrotondate. Il dorso presenta venature marroni.

## Distribuzione e habitat
Il suo habitat naturale è in Cile, dove vive prevalentemente sulle pendici occidentali delle Ande, fino ad altezze di 2000 m.

## Biologia
È una specie prevalentemente notturna e di giorno preferisce riposare in tane già scavate, che spesso condivide con altri roditori. Si nutre di germogli, insetti, frutti e vermi.

## Conservazione
La IUCN classifica Abrocoma bennetti come specie a rischio minimo (Least Concern), viste le elevate altezze a cui si trova questa specie.